# Уманский витаминный завод
Уманский витаминный завод — предприятие по производству лекарственных препаратов в городе Умань Черкасской области Украины.

## История
Витаминный завод был построен в соответствии с пятым пятилетним планом развития народного хозяйства СССР и введён в эксплуатацию в феврале 1953 года. Первой продукцией стал витамин С (всего до конца 1953 года было выпущено 50 тонн таблеток витамина С с глюкозой). В 1955 году коллектив завода первым в СССР начал промышленный выпуск никотиновой кислоты.
В 1960 году предприятие выпускало таблетки витамина С с глюкозой, никотиновую кислоту, а также витамин С для витаминизации пищи. Часть этой продукции экспортировалась в ГДР, Венгрию и Вьетнам.
Производственный план на 1971 год завод выполнил на 106,6 %. По состоянию на начало 1972 года завод являлся передовым предприятием фармацевтической промышленности СССР (именно здесь впервые в стране было освоено производство никотиновой кислоты, никотинамида, пантотената кальция и синтетического кристаллического ментола). В соответствии с девятым пятилетним планом развития народного хозяйства СССР для витаминного завода было предусмотрено строительство нового производственного корпуса.
В целом, в советское время завод был предприятием союзного подчинения и входил в число ведущих предприятий города.
После провозглашения независимости Украины, в 1994 году государственное предприятие было преобразовано в открытое акционерное общество.
В августе 1997 года завод был включён в перечень предприятий, имеющих стратегическое значение для экономики и безопасности Украины.
Для оптовой торговли лекарственными препаратами при заводе было создано структурное подразделение торговый дом «Витамины».
В связи с увеличением объёма импорта витаминов иностранного производства к началу 2005 года положение предприятия осложнилось. К началу 2006 года завод практически полностью прекратил производство кормовых добавок для животноводства.
В конце 2007 года контрольный пакет в размере 75 % акций предприятия был продан болгарской компании «Sopharma». Начавшийся в 2008 году экономический кризис осложнил положение завода, который временно прекратил производственную деятельность.
В 2011 году завод был перерегистрирован как публичное акционерное общество.

## Деятельность
Предприятие осуществляет производство лекарственных средств в форме таблеток, драже, порошков, масляных растворов, настоек и сиропов.